# SMS Moltke (1910)
Az SMS Moltke volt a Német Császári Haditengerészet (Kaiserliche Marine) Moltke-osztályú csatacirkálóinak névadó egysége. Nevét Helmuth Karl Bernhard von Moltke tábornagy után kapta. A hajót 1911. szeptember 30-án adták át, ezzel a von der Tann után a német flotta második csatacirkálója lett. A Moltke testvérhajójával, a Goebennel a korábbi egyedi építésű von der Tann nagyobb méretű és megnövelt páncélvédettségű változata volt eggyel több lövegtoronnyal felszerelve. A velük egyidőben épülő brit csatacirkálóknál – az Indefatigable-osztálynál – a Moltke és a Goeben jelentősen nagyobbak voltak és erősebb páncélzattal rendelkeztek.
A Moltke a Kaiserliche Marine által végrehajtott összes nagyobb hadműveletben részt vett az első világháborúban, így ott volt az Északi-tengeren vívott doggerbanki és skagerraki csatákban, valamint részt vett a rigai-öbölben végrehajtott előretörésben és az Albion hadműveletben is a Balti-tengeren. A Moltke a háború során többször súlyosan megsérült. Skagerraknál számos nagy kaliberű találat érte és brit tengeralattjárók kétszer is megtorpedózták.
A háborút követően 1918 végén a Moltkét a Nyílttengeri Flotta (Hochseeflotte) egységeinek nagy részével együtt Scapa Flow-ban internálták. Itt 1919. június 21-én a többi egységgel együtt önelsüllyesztést hajtott végre, hogy ne kerülhessen a britek kezére. A Moltkét 1927-ben kiemelték és Rosythban lebontották 1929-ig.

## Fejlesztés
Egy 1907 májusában tartott konferencián a Birodalmi Tengerészeti Hivatal (Reichsmarineamt) úgy döntött, hogy a testvérhajó nélkül megépült von der Tann után nagyobb méretű csatacirkálók építésébe kezd. Az 1908-as évben rendelkezésre álló 44 millió Márka lehetővé tette volna a 30,5 cm-es űrméretű lövegek alkalmazását a 28 cm-esek helyett. Azonban Alfred von Tirpitz a fejlesztői részleggel közösen azzal érvelt, hogy az ágyúk számának 8-ról 10-re való növelése előnyösebb lenne, mint a lövegek kaliberének növelése. A haditengerészeti minisztérium az új tervezésű hajóknál fontosnak tartotta a 30,5 cm-es ágyúkat, mert ezeket szükségesnek vélte a csatavonalban vívott harcoknál. A kialakult vitát végül Tirpitz és a fejlesztői részleg nyerte meg, így a Moltkét 10 darab 28 cm-es ágyúval szerelték fel. Az ágyúkat öt lövegtoronyban helyezték el kettesével, melyekből három a középvonal mentén (“A” jelű a hajó elején, “C” és “D” jelűek a hajó hátsó részén lépcsőzött elhelyezéssel), kettő pedig átlósan elhelyezve a hajó jobb (“B”) illetve bal oldalán (“E”). A fejlesztői részleg előírása szerint legalább olyan erős páncélzattal kellett rendelkezzen, mint a von der Tann és el kellett érnie a 24,5 csomós sebességet is.
Tervezés közben a hajó súlya tovább nőtt, mivel növelték citadella méretét és a páncélzat vastagságát valamint kiegészítették a lőszerraktárakat és módosították a kazánok elrendezését is. A Németország és Nagy-Britannia közt kibontakozó fegyverkezési verseny miatt úgy döntöttek, hogy az új tervek alapján két egységet is elkészítenek. Ezeket “Kreuzer G” és “Kreuzer H” névvel jelölték. A Blohm & Voss 1908-ban kapta meg a mindkét hajóra a megrendelést. A “Kreuzer G”-t az 1908-09-es, a “Kreuzer H”-t az 1909-10-es építési évben tervezték megépíteni. A “Kreuzer G”-re a megrendelést 1908. szeptember 17-én adták le, építési száma a 200 volt. A gerincét 1908. december 7-én fektették le és a hajótestet 1910. április 7-én bocsátották vízre. A “Kreuzer G”-t 1911. szeptember 30-án adták át Moltke névvel.

## Szolgálat

### Békeidő

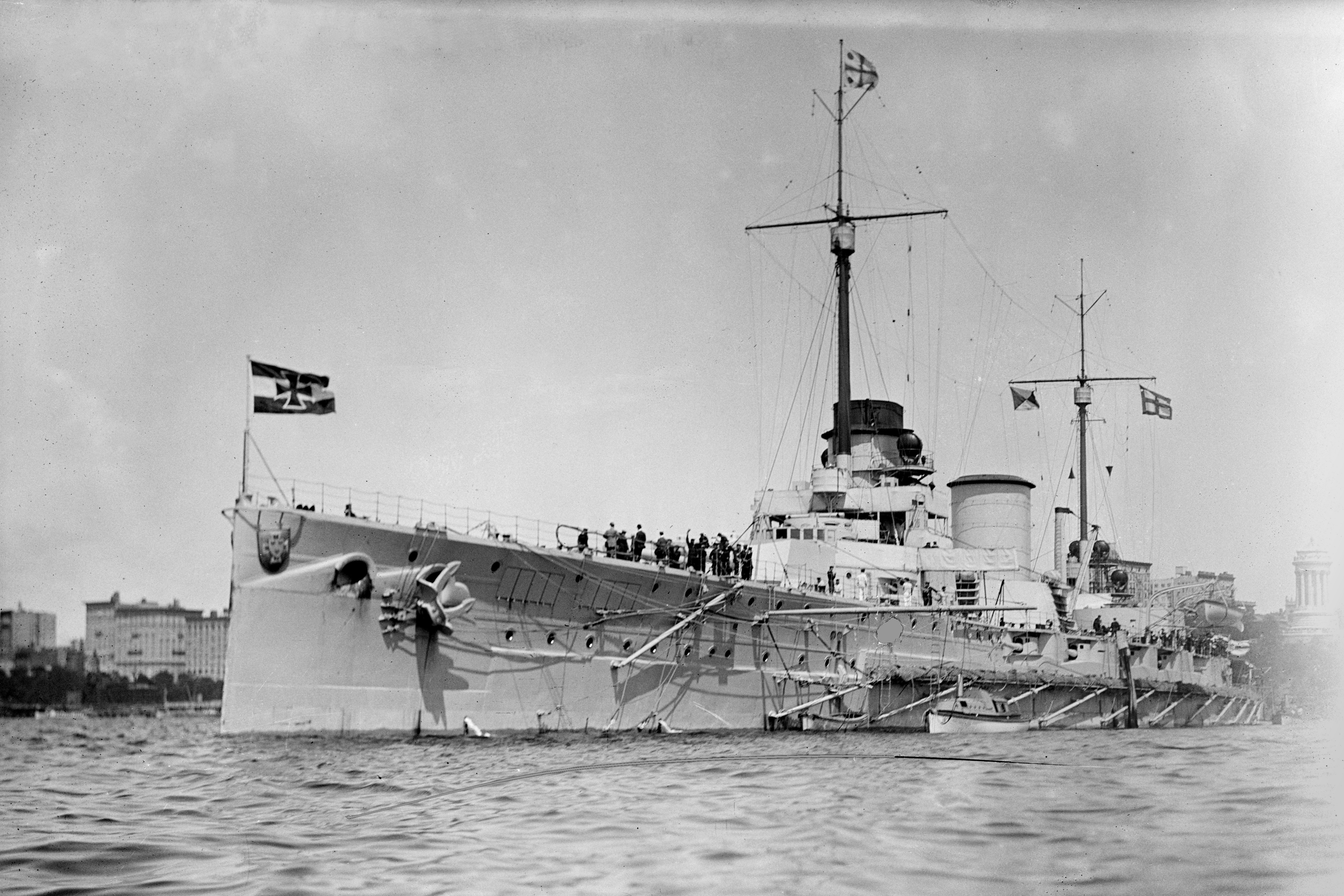
A Moltke New York-ban 1912-ben

A hajó 1910. április 7-ei vízrebocsátásakor Helmuth Johannes Ludwig von Moltke végezte a hajó keresztelését, melynek során nagybátyja, Helmuth Karl Bernhard von Moltke után nevezték el. 1911. szeptember 11-én hajógyári munkások Hamburgból Kielbe vitték a hajót a Skagerrakon át. Szeptember 30-án átadták a haditengerészetnek és von Mann sorhajókapitány lett az első parancsnoka. A Moltke a Roont váltotta a felderítőcsoportnál. A menetpróbák 1912. április 1-ig tartottak.
A Moltke volt az egyetlen nagyobb német haditengerészeti egység, mely látogatást tett az Egyesült Államokba. Kielt 1912. május 11-én a Stettin könnyűcirkáló kíséretében elhagyva az Azori-szigeteken lévő Ponta Delgada érintésével érkezett Cape Henry-hez, ahol csatlakozott hozzájuk a Bremen könnyűcirkáló. A cirkálók együtt érkeztek a Hampton Roads-hoz, ahol június 3-án az Egyesült Államok Atlanti Flottája és az elnök, William Howard Taft fogadta őket. Június 8-9-én a Hubert von Rebeur-Paschwitz parancsnoksága alatt álló raj New York felé haladt tovább, ahonnan a Moltke és a Stettin június 13-án indult vissza Vigo érintésével Németországba, ahova június 29-én érkeztek meg.

Képek az amerikai útról
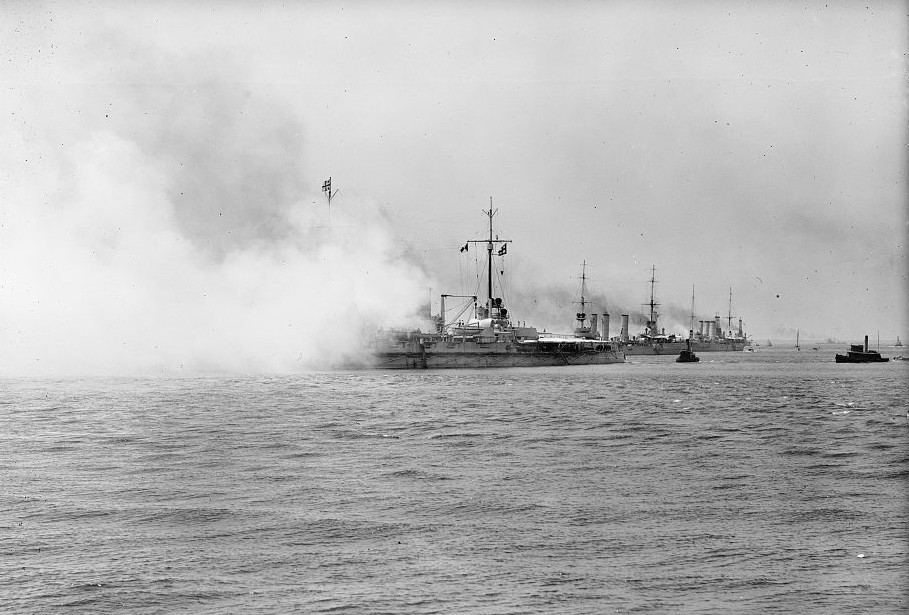
A Moltke (félig füsttől eltakarva), a Stettin és a Bremen Hampton Roads-nál
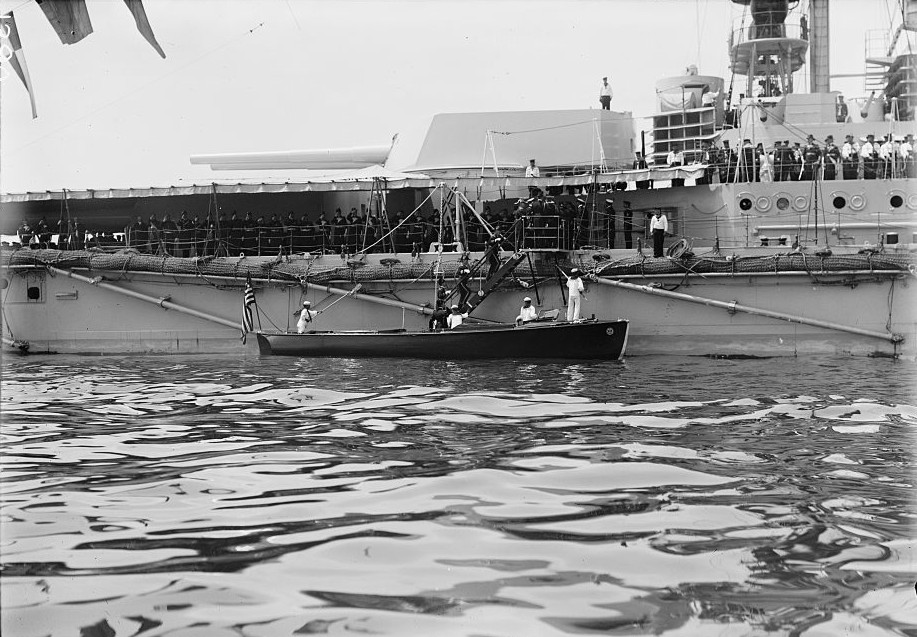
Amerikai tengerésztisztek érkeznek a fedélzetére (1912. június 3.)
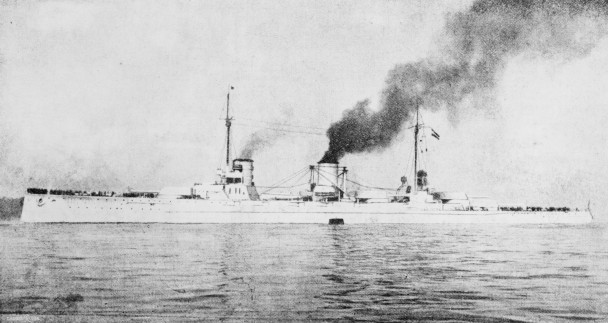
Szintén az USA-ban készült kép
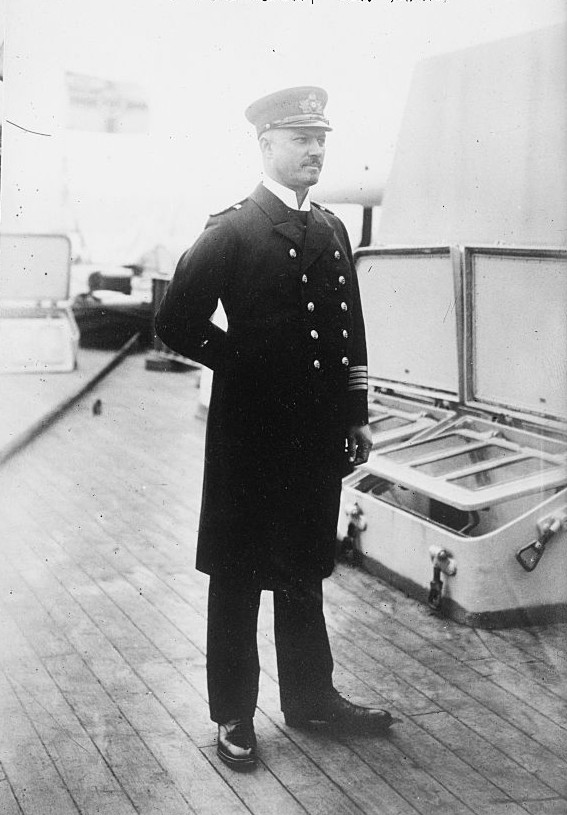
Ernst Karl August Klemens Ritter von Mann Edler von Tiechler sorhajókapitány a hajója fedélzetén
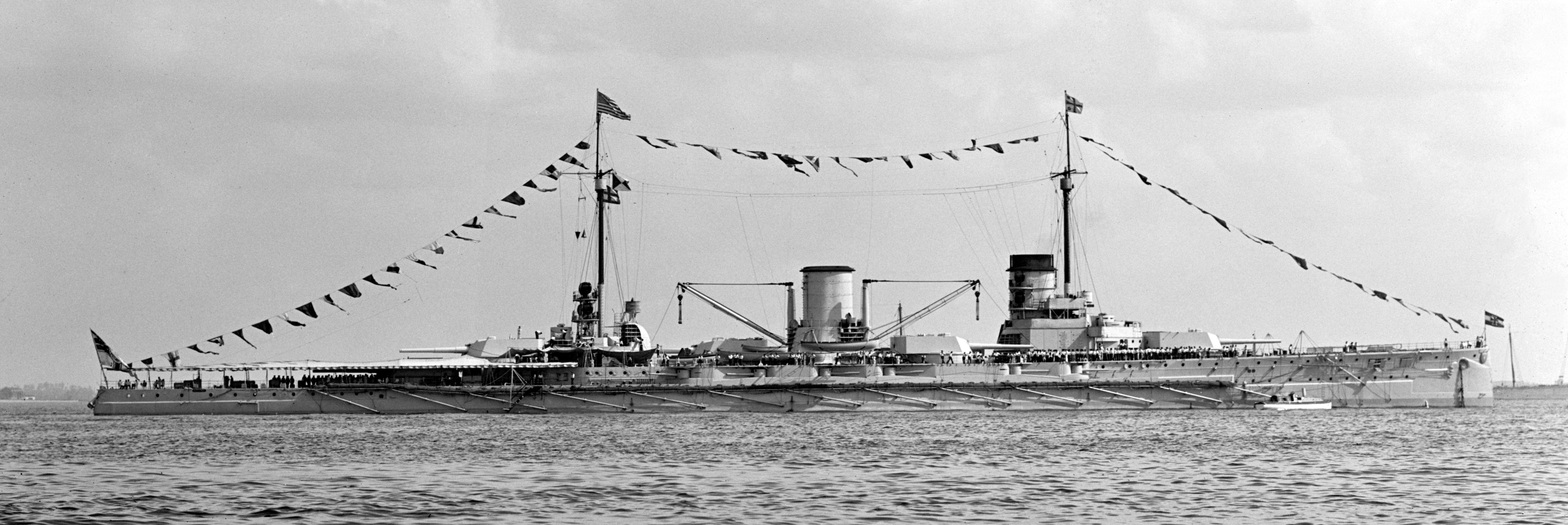
Zászlódíszben
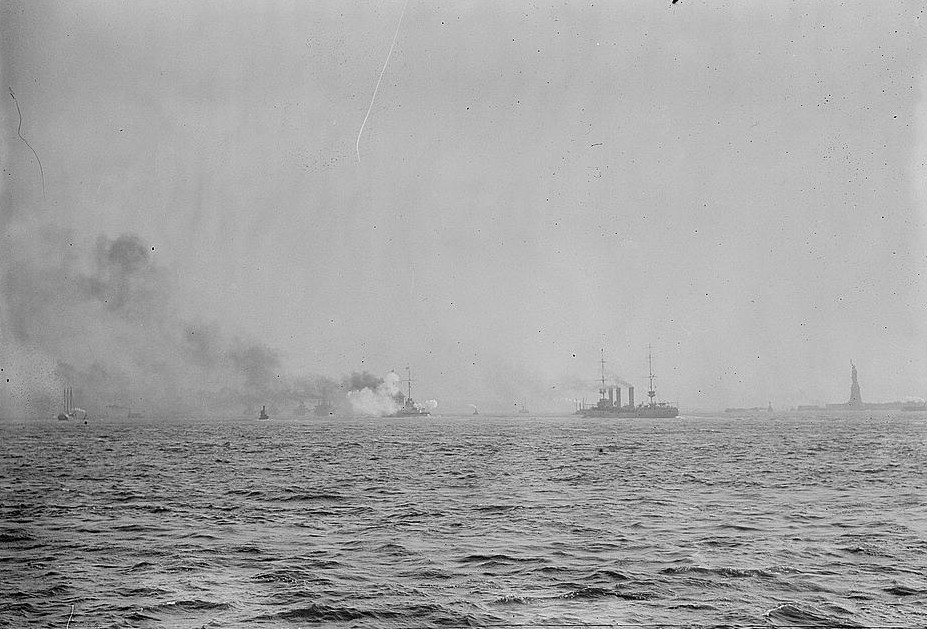
New Yorkot elhagyó Moltke tisztelgő lövéseket ad le – a kép jobb oldalán a Stettin ill. a szabadságszobor

A Moltke kísérte 1912-ben II. Vilmos yachtját, a Hohenzollernt Oroszországba. A hazaérkezte után a hajó parancsnokságát Magnus von Levetzow vette át és a felderítőcsoport zászlóshajója lett egészen 1914. június 23-ig, mikor az új Seydlitz csatacirkáló lett az egység zászlóshajója. Fontolóra vették, hogy a Moltkét áthelyezzék a Távol-Keletre a Scharnhorst páncélos cirkáló leváltására, de a tervet elvetették mikor kiderült, hogy a Földközi-tengeren állomásozó Goebent is fel kell váltani más egységgel. A Moltkét így a testvérhajója felváltására tervezték elküldeni, de a háború kitörése miatt erre végül nem került sor.

### Első világháború
A többi nagy német hadihajóhoz hasonlóan a Moltke is viszonylag kevés harci bevetésben vett részt az első világháborúban. A háború elején a hajót a Nyílttengeri Flotta (Hochseeflotte) Franz Hipper vezette I. felderítőcsoportjához (Aufklärungsgruppe I) osztották be.

#### Helgolandi csata
Röviddel a háború kitörése után, augusztus 28-án került sor a helgolandi csatára, melynek helyszínére a német csatacirkálók – köztük a Moltke – túl későn érkezett meg. A reggel folyamán a Harwichból kifutó brit rombolókötelékek megtámadták a Német-öbölben járőröző német rombolókat. Hét német könnyűcirkáló - Cöln, Straßburg, Stettin, Frauenlob, Stralsund, Mainz  és Ariadne – a segítségükre sietett és súlyos károkat okoztak a támadó brit egységeknek. Azonban 13:27 körül megérkeztek a David Beatty 1. csatacirkálórajának (1st Battlecruiser Squadron) nagy tűzerejű egységei is és így a britek kerültek fölénybe.
A felderítőcsoport többi csatacirkálójával együtt a Moltke is Wilhelmshavenben állomásozott a csata reggelén. 08:50-kor Hipper engedélyt kért Friedrich von Ingenohl tengernagytól, a Hochseeflotte parancsnokától a Moltke és a von der Tann kiküldésére, hogy kisegítsék a bajba került cirkálókat. A Moltke 12:10-kor készen állt az indulásra, de az apály miatt nem tudott áthaladni a Jade torkolatának bejáratánál lévő homokpad felett. 14:10-kor a Moltke és a von der Tann már ki tudtak hajózni a kikötőből. Hipper a cirkálókat visszarendelte a közeledő két csatacirkáló irányába, melyek indulása után egy órával ő is kifutott a többi csatacirkálóval. 14:25-kor a megmaradt Straßburg, Stettin, Frauenlob, Stralsund és Ariadne könnyűcirkálók egyesültek a csatacirkálókkal. Hipper a Seydlitz-cel 15:10-kor csatlakozott hozzájuk, eközben az Ariadne az elszenvedett sérülései következtében elsüllyedt. Hipper óvatosan előrehaladva kereste a két eltűnt könnyűcirkálót, de ekkorra a Mainz és a Cöln már elsüllyedt. 16:00-ra a német flotta visszafordult és 20:23-kor a Jade torkolatához ért.

#### Yarmouthi rajtaütés
1914. november 2-án a Moltke, Hipper zászlóshajója a Seydlitz, a von der Tann, és a Blücher páncélos cirkáló négy könnyűcirkáló kíséretében az angol partok felé indult. A flottilla napkeltekor ért Yarmouth elé és tűz alá vették a kikötőt, míg a Stralsund aknát telepített. A D5 jelű brit tengeralattjáró kifutott a kikötőből, de a Stralsund által az imént lerakott egyik aknának ütközött és elsüllyedt. Röviddel ezután Hipper visszafordult hajóival Németország felé. A Helgolandi-öbölben nagy köd fogadta őket, ezért annak felszálltáig várakoztak, mielőtt az aknamezők között biztonsággal befuthattak volna a kikötőbe. A Jadét engedély nélkül elhagyó Yorck páncélos cirkáló Wilhelmshaven felé tartva navigációs hiba miatt az egyik védelmi céllal telepített aknamezőre tévedt és elsüllyedt, miután két aknára is ráfutott.

#### Hartlepool elleni rajtaütés
A németek abban a reményben, hogy a britek kisebb hajórajait elő tudják csalogatni és megsemmisíthetik őket, egy újabb rajtaütést terveztek kelet-angliai célpontok ellen. December 15-én hajnali 03:20-kor a Moltke, a Seydlitz, a von der Tann a Derfflinger és a Blücher főerőkből álló kötelék a Kolberg, a Straßburg, a Stralsund és a Graudenz könnyűcirkálók valamint rombolók kíséretében elhagyták a Jade-öblöt. A hajók északnak tartottak a Horns Rev világítótoronyig, ahol nyugatnak fordultak Scarborough irányába. Hipper hajói után 12 órával Ingenohl is útra kelt a Hochseeflottéval melynek főerőit 14 modern csatahajó (dreadnought), 8 régi csatahajó (pre-dreadnought) alkotta és 2 páncélos cirkáló, 7 könnyűcirkáló és 54 romboló kísérte.
A britek azonban az oroszok által az Magdeburgról megszerzett német haditengerészeti kódkönyvek alapján meg tudták fejteni a német rádióüzeneteket, így tudomást szereztek a készülő újabb német rajtaütésről is, de annak pontos idejét nem ismerték és feltételezték, hogy a Hochseeflotte főerői ezúttal sem futnak ki. A britek csapdát akartak állítani Hippernek és erre az 1. csatacirkálórajt, a 2. csatahajórajt (2nd Battle Squadron), a 3. cirkálórajt (3rd Cruiser Squadron) és az 1. könnyűcirkálórajt (1st Light Cruiser Squadron) jelölték ki. A britek fő erejét a négy csatacirkáló és a hat modern csatahajó képezte.
December 15-én éjjel a Hochseeflotte rombolói brit rombolókkal futottak össze. Ingenohl úgy vélte, a brit főerőket tömörítő Grand Fleet közelben lévő rombolóival találkoztak össze. Ezért a császár utasításaira hivatkozva - miszerint kerülni kell a túlerőben lévő ellenséggel való összecsapást és mert tartott egy éjszakai torpedótámadástól is - elrendelte a visszavonulást. Hippert erről a döntéséről nem tájékoztatta, ezért ő folytatta a küldetését. Az angol partokat elérve két csoportra vált szét a köteléke. A Seydlitz, a Moltke és a Blücher északnak fordult, hogy Hartlepoolnál lévő célpontokat támadjon, míg a von der Tann és a Derfflinger délnek vette az irányt Scarborough és Whitby felé. A rajtaütés során számos katonai jelentőségű célpontot semmisítettek illetve rongáltak meg (dokkokat, gyárakat, gáz- és vízműveket, partvédelmi ütegeket, rádió- és jelzőállomásokat, vasútvonalakat), de a célt tévesztett lövedékek számos egyéb épületet is eltaláltak sok civil halálát okozva. Hartlepoolnál a Seydlitzet háromszor, a Blüchert hatszor találták el a parti ütegek. December 16-án 09:45-kor a két csoport ismét egyesült és távozott keleti irányban.

A német és brit kötelékek helyzete december 16-án reggel Scheer ábrázolásában

Ekkor Beatty csatacirkálói Hipper tervezett hazavezető útján álltak, miközben a többi kötelék igyekezett teljessé tenni a bekerítésüket. 12:25-kor a II. felderítőcsoport könnyűcirkálói Hippert keresve átsiklottak a brit erők között. Az egyik brit cirkáló észrevette a Stralsundot és az észlelést jelentette Beattynek. 12:30-kor Beatty a csatacirkálóival a megadott irányba fordult. Azt hitte, az észlelt német cirkálók Hipper csatacirkálóinak kíséretéhez tartoznak, de azok valójában 50 km-re voltak tőlük. A Beatty kötelékéhez tartozó 2. könnyűcirkálóraj a német cirkálók után eredt, de egy félreértelmezett jelzés miatt minden hajója visszatért a csatacirkálók biztosítására. Ez a félreértés lehetővé tette a német könnyűcirkálók számára az elszakadást és jelenthették Hippernek a brit csatacirkálók helyzetét, így azok északkeletre kikerülve a brit erőket szintén épségben hazatérhettek.
Mind a két félnek volt lehetősége arra, hogy jelentős győzelmet arasson a másik felett, így utólag mind a németek, mind az angolok csalódottan értékelték az eseményeket. Ingenohl hírnevének sokat ártott a bátortalansága. A Moltke parancsnoka dühös volt, amiért megfogalmazása szerint Ingenohl megijedt tizenegy [valójában hét] elintézhető brit rombolótól és hozzátette, hogy a jelenlegi vezetéssel nem fogunk elérni semmit. A hivatalos német történetírás felrója Ingenohlnak, hogy a rendelkezésére álló könnyű erőket nem küldte az ellenséges erők felderítésére: Olyan döntést hozott, mely nem csak komolyan veszélyeztette az angol partokhoz küldött erőit, de megfosztotta a Német Flottát egy jelzés értékű biztos győzelemtől.

#### Doggerbanki csata

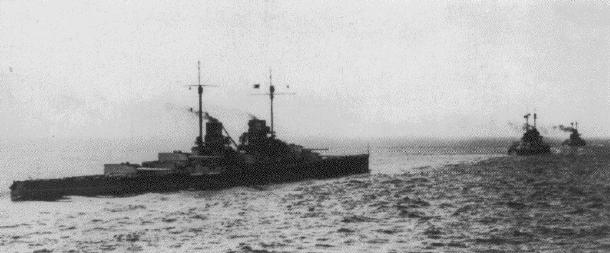
Német csatacirkálók a Doggerbank felé tartva, középen a Moltke halad

1915 januárjában a németek tudomást szereztek arról, hogy a britek felderítő hadműveletet hajtanak végre a Dogger-pad (Doggerbank) térségében. Ingenohl eleinte vonakodott ezen erők megtámadására kihajózni, mivel az I. felderítőcsoportnak nélkülöznie kellett az esedékes karbantartások miatt szárazdokkba került von der Tannt. Richard Eckermann altengernagy, a Hochseeflotte vezérkari főnöke azonban ragaszkodott a hadművelet végrehajtásához, így Ingenohl kiküldte Hipper csatacirkálóit a Doggerbankhoz.
Hipper január 23-án hajózott ki a csatacirkálóival. A Seydlitz haladt az élen, mögötte a Moltke, a Derfflinger végül a Blücher követte. A csatacirkálókat a Graudenz, a Rostock, a Stralsund és a Kolberg könnyűcirkálók valamint a II. és V. rombolóflottilla és XVIII. romboló-félflottilla 19 rombolója kísérte. A Graudenz és a Stralsund a kötelék előtt, míg a Rostock és a Kolberg a jobb illetve a bal oldalon haladt. Minden könnyűcirkáló mellé egy romboló-félflottilla volt rendelve.
A német rádiójeleket azonban a briteknek ismét sikerült elfogniuk és ez az előző hadművelethez hasonlóan ismét jelentős szerepet játszott. Bár a németek pontos terve nem volt számukra ismert, azt meg tudták fejteni, hogy Hipper a Dogger-pad környékén tervez végrehajtani hadműveletet. Ellenük Beatty 1. csatacirkálóraját, Archibald Moore 2. csatacirkálóraját, William Goodeneough sorhajókapitány 2. könnyűcirkálóraját illetve a hozzájuk 08:00-kor a Dogger-padtól 30 km-re északra csatlakozó Reginald Tyrwhitt sorhajókapitány Harwichből érkező rombolóit küldték ki.
A Kolberg 08:14-kor észlelte a brit Aurora könnyűcirkálót és a harwichiak több rombolóját. Az Aurora a fényszóróit a Kolbergre irányította, mire az tüzet nyitott a brit hajóra két találatot elérve. Az Aurora viszonozta a tüzet és szintén két találatot ért el. Hipper azonnal az torkolattüzek irányába fordult a kötelékével, ám ekkor a Stralsund észlelt nagy füstöt északnyugati irányban. A nagy füstöt Hipper irányába tartó nagy brit hadihajóknak tulajdonították.

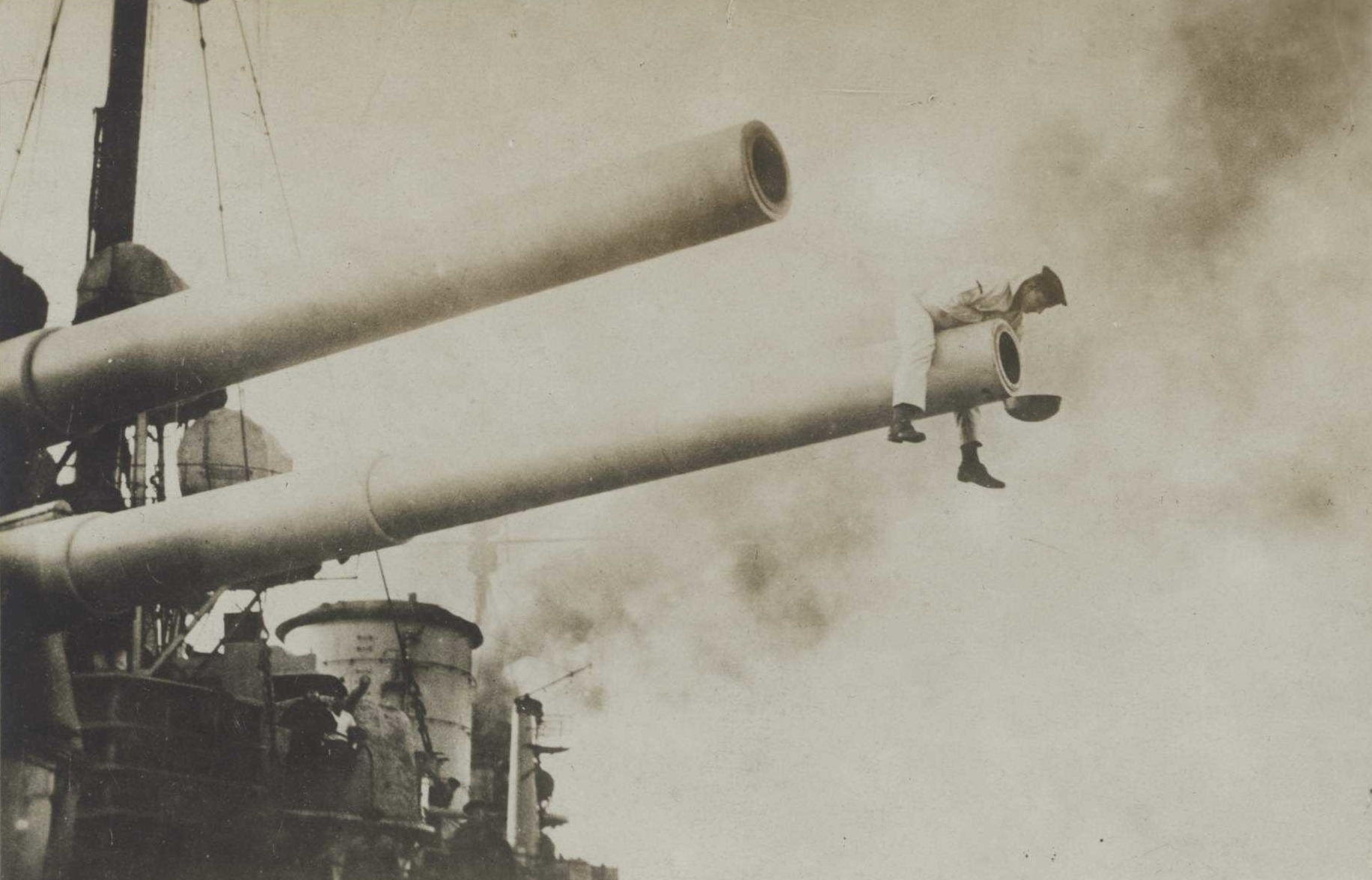
Nehézágyúi tisztítás közben

Hipper ezért déli irányban igyekezett elmenekülni előlük, de a sebessége 23 csomóra volt korlátozva, mivel a régebbi Blüchernek ekkora volt csak a csúcssebessége. Az üldöző brit csatacirkálók 27 csomós sebességgel közeledtek, így hamar beérték a német hajókat. 09:52-kor a Lion 18 000 m távolságból lövéseket adott le a Blücherre, röviddel rá a Queen Mary és a Tiger is tüzet nyitott. A Blüchert 10:09-kor érte az első találat, majd két perccel később főleg a Lionra koncentrálva a német hajók viszonozták a tüzet. 10:28-kor a Liont találat érte a vízvonalon, mely a hajó oldalán rést ütve elárasztotta az egyik szénraktárát vízzel. 10:30-kor a britek csatavonalában negyedik New Zealand is lőtávolon belülre ért a Blücherhez és tüzet nyitott rá. 10:35-re a távolság 16 000 méterre csökkent, így az összes német csatacirkáló a britek lőtávolságán belülre került. Beatty a csatacirkálóit a sorban megegyező ellenfelükkel való harc felvételére utasította. A Tiger parancsnoka a fedélzeten kialakult kommunikációs zavar miatt úgy gondolta, hogy a Seydlitzet kell célba vennie és így a Moltkéra nem jutott ellenfél, így az zavartalanul tüzelhetett.
10:40-kor a Lion egyik 343 mm-es lövedéke eltalálta a Seydlitzet tönkre téve annak két hátsó lövegtornyát. A találat következtében 159 ember veszítette életét és kis híján a hajó pusztulását okozta. A katasztrófát a másodtiszt fellépése előzte meg, aki azonnal elrendelte a két lőszerraktár elárasztását, így a lángra kapott kivetőtöltetek tüze nem hatolhatott már le oda. Ekkorra a német csatacirkálók már belőtték maguknak a Liont és egymás után értek el rajta találatokat. 11:01-kor a Seydlitz egyik 280 mm-es lövedéke találta el a brit zászlóshajót, üzemen kívül helyezve annak két generátorát. 11:18-kor a Derfflinger két 30,5 cm-es lövedéke találta el, melyek közül az egyik a vízvonalon érte átszakítva az oldalát. A keletkezett résen keresztül víz hatolt be a baloldali adagolótartályba (feed tank). Ez a találat gyakorlatilag megbénította a Liont, mely kénytelen volt leállítani a hajtóműveit a sós víz okozta szennyeződés miatt.
Ekkorra a Blücher már súlyos sérüléseket szenvedett az ellenséges nehéztüzérségtől. Az üldözésnek több tengeralattjárók észleléséről szóló jelentés vetett véget. Beatty rögtön kitérő manővert rendelt el, ami lehetővé tette a németeknek, hogy növeljék a távolságot az üldözőikkel szemben. Ekkor a Lion hátulsó generátora tönkrement, ami miatt a sebessége 15 csomóra esett vissza. Beatty a többi csatacirkálónak parancsba adta, hogy a támadják az ellenség hátvédjét (Engage the enemy’s rear!), de a zavaros jeltovábbítás miatt azok a lassabb Blüchert vették mind tűz alá, így a Moltke, a Seydlitz és a Derfflinger el tudtak menekülni. Mire Beatty a Princess Royalra átszállva ismét visszavette az irányítást a hajói felett a németek már túl messze jártak ahhoz, hogy beérhessék őket. 13:50-kor a britek beszüntették az üldözést.

#### Előretörés a Rigai-öbölben
1915. augusztus 3-án a Seydlitzet, a Moltkét, és a von der Tannt áthelyezték a Balti-tengerre az I. felderítőcsoport többi részével együtt, hogy részt vegyenek a Rigai-öbölbe tervezett előretörésben. A hadművelet célja az itt állomásozó ellenséges haditengerészeti erők, köztük a Szlava régi csatahajó (pre-dreadnought) megsemmisítése és a Moon-szoros (Moonsund) elaknásítása volt a Deutschland aknarakó segítségével. A Hipper parancsnoksága alatt álló német erők között volt a négy Nassau- és a négy Helgoland-osztályú csatahajó valamint számos kisebb egység is. A hadművelet egész ideje alatt a három csatacirkáló a Balti-tengeren maradt és innen fedezte a Rigai-öbölben előrenyomuló többi egységet.
Augusztus 8-án tették az első próbálkozást az öböl megtisztítására. Ennek során a Braunschweig és az Elsaß csatahajók (pre-dreadnoughtok) a Szlavát sakkban tartották, míg az aknaszedők megtisztítottak egy sávot az aknamezőn. Ez idő alatt a német flotta többi része a Balti-tengeren maradt és az orosz flotta többi részét tartotta távol. Az éj közeledte miatt azonban a Deutschland nem tudta időben elaknásítani a Moon-szorost és így a hadműveletet meg kellett szakítani.
Augusztus 16-án tettek egy második kísérletet az öbölbe való behatolásra. A Nassau és a Posen csatahajók négy könnyűcirkáló és 31 romboló kíséretében rést ütöttek az öböl védelmén. A két csatahajó harcba keveredett a Szlavával. Három elszenvedett találat után a Szlava visszavonult. Három nap alatt a németek felszedték az orosz aknamezőket és a flottilla augusztus 19-én behatolt az öbölbe, de az antant térségben észlelt tengeralattjárói miatt másnap vissza is vonultak.
A hadművelet során a Moltke a Balti-tengeren tartózkodva távolról fedezte az előretörést a Rigai-öbölben. 19-én reggel a Moltkét megtorpedózta a E1 jelű brit tengeralattjáró. A közeledő torpedót csak akkor észlelték, mikor az már csak 200 yardra (180 m) volt, ezért már nem maradt idő kitérni előle és az az orrban lévő torpedókamra közelében felrobbant. A detonáció következtében több torpedó is megsérült, de egyik sem robbant fel. Nyolc ember életét veszítette és 435 t víz tört be a hajótestbe. A hajót augusztus 23. és szeptember 20. között javították Hamburgban a Blohm & Voss-nál.

#### Yarmouth és Lowestoft elleni rajtaütés
A Moltke részt vett a Yarmouth és Lowestoft városok elleni támadásban április 24-25-én. Hipper betegség miatti távollétében Friedrich Boedicker ellentengernagy vezette a felderítőcsoportot. A Derfflinger, a Lützow, a Moltke, a Seydlitz és az von der Tann csatacirkálók április 24-én 10:55-kor hagyták el a Jade torkolatát hat könnyűcirkáló és két rombolóflottilla kíséretében. A Hochseeflotte nehéz egységei 13:40-kor keltek útra, hogy Boedicker erőit a távolból fedezzék. A brit admiralitás a német rádióforgalomból tudomást szerzett a német rajtaütésről és 15:50-kor útnak indította a Grand Fleetet.
14:00-kor Boedicker hajói Norderney-hez érve északnak fordultak, hogy a Terschellingen lévő holland megfigyelőhelyeket elkerüljék. 15:38-kor a Seydlitz aknára futott és egy 15 méteres lyuk keletkezett a jobb oldalán közvetlenül a torpedókamra mögött, melyen keresztül 1400 t víz tört be a hajótestbe. A Seydlitz könnyűcirkálók kíséretében 15 csomós sebességet tartva visszafordult. A másik négy csatacirkáló rögtön délnek fordult Norderney irányába, hogy az újabb aknák okozta sérüléseket elkerüljék. 16:00-kor a Seydlitz kikerült a közvetlen veszélyből, így a hajó megállt és Boedicker a V 28 jelű romboló segítségével a Lützow-ra szállt át.
Április 25-én 04:50-kor a német csatacirkálók Lowestoft felé közeledtek, mikor a formáció déli szárnyát biztosító Rostock és az Elbing könnyűcirkálók észlelték Tyrwhitt sorhajókapitány (commodore) harwichi különítményének könnyűcirkálóit és rombolóit. Boedicker nem zavartatta magát a brit hajók miatt és Lowestoftot vette célba az ágyúival. A német csatacirkálók elpusztítottak két partvédelmi üteget és a városban is okoztak károkat. Eközben a Moltkét a parti ütegek egyik 152 mm-es lövedéke eltalálta, de jelentős károkat nem okozott.
05:20-kor a német portyázók északnak fordultak Yarmouth felé és 05:42-kor értek oda. A látási viszonyok annyira kedvezőtlenek voltak, hogy a német hajók csak egy sortüzet adott le, leszámítva a Derfflingert, mely 14 sortüzet (lövést) adott le a fő tüzérségével. A német hajók délnek fordultak és 05:47-kor másodszor is találkoztak a harwichiakkal, melyek ekkor már harcban álltak a kísérő erők hat könnyűcirkálójával. Boedicker hajói 12 000 m távolságból nyitottak tüzet. Tyrwhitt azonnal délnek fordulva menekülni kezdett, de a Conquest cirkálót így is súlyos sérülések érték. A brit tengeralattjárókról és torpedótámadásokról érkező jelentések miatt Boedicker megszakította az üldözést és keletnek fordult a Hochseeflotte zöme irányába. Ekkor Scheer, akit értesítettek a Grand Fleet Scapa Flow-ból való kihajózásáról, visszavonult Németország irányába.

#### Skagerraki csata
A Moltke és az I. felderítőcsoport (Aufklärungsgruppe I) többi csatacirkálója a Jadén horgonyzott 1916. május 30-án éjjel. A következő nap hajnali 02:00-kor (KEI) a hajók lassan kihajóztak a Skagerrak irányába 16 csomós sebességgel. A Moltke az öt hajó közül a negyedik volt a sorban a von der Tann előtt és a Seydlitz mögött haladva. A Frankfurt (Friedrich Boedicker zászlóshajója), a Wiesbaden, a Pillau és az Elbing könnyűcirkálókból álló II. felderítőcsoport (Aufklärungsgruppe II) és a II., VI. és IX. rombolóflottillák összesen 30 rombolója kísérte a csatacirkálókat.
Másfél órával később a Reinhard Scheer vezette Hochseeflotte is elhagyta a Jadét. A flottája 16 csatahajót (dreadnoughtot) számlált. A dokkban javítás alatt álló König Albert és a még próbajáratait végző Bayern csatahajókat leszámítva az összes modern egység kihajózott a küldetésre. A Hochseeflottét a Stettin, a München, a Hamburg, a Frauenlob és a Stuttgart könnyűcirkálókból álló IV. felderítőcsoport, valamint a Rostock könnyűcirkáló vezette I., III., V. és VII. rombolóflottillák összesen 31 rombolója kísérte. A II. csatahajóraj (Schlachtgeschwader II) hat régi csatahajója (pre-dreadnoughtja) a 02:45-kor az Elba torkolatából indult útnak és 05:00-kor csatlakozott Scheer flottájához.

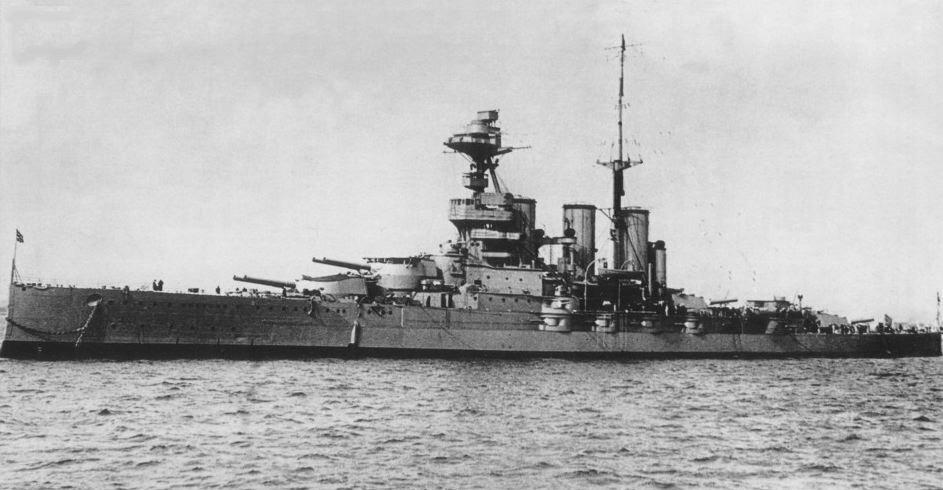
A brit Tiger csatacirkáló még a háború előtt

Miután a kísérő brit cirkálók sikertelen támadást intéztek a német rombolók ellen, röviddel 16:00 óra előtt Hipper és Beatty főerői is összecsaptak. A csatacirkálók összecsapásakor már a németek adták le az első lövéseket kb. 14 000 m távolságból. Az első brit sortüzek jórészt egy mérfölddel a német hajókon túl csapódtak a vízbe. A brit hajóknál a célpontelosztásában fellépő zavar következtében a New Zealand és a Tiger is a Moltkét vette célba. 16:52-kor a Moltke két találatot ért el a Tigeren, de ezek nem okoztak jelentős károkat. A Moltke ezt követően újabb négy lövedéket lőtt ki, melyek közül kettő egyszerre csapódott be a hajó közepén és a hátsó tornyoknál, utóbbi a csata jelentős részére kiiktatta a két lövegtornyot.
Körülbelül 15 perccel később a Indefatigable csatacirkáló felrobbant a von der Tann találatainak következtében. Röviddel ezt követően a Moltke négy torpedót lőtt ki a Queen Mary-re 10 500-9500 m távolságból. Ennek következtében a brit formáció felbomlott, mivel azt hitték, tengeralattjárók lőtték ki a torpedókat. Hipper csatacirkálói nagyjából ekkor kerültek a britek 381 mm-es lövegekkel felszerelt Queen Elisabeth-osztályú egységekből álló 5. csatahajórajának lőtávolságán belülre. 17:06-kor a Barham tüzet nyitott a von der Tannra. Pár perccel később a Valiant, a Malaya és a Warspite is bekapcsolódott a küzdelembe tüzüket a von der Tannra és a Moltkére irányítva. 17:16-kor az egyik 381 mm-es lövedék eltalálta a Moltkét és az egyik szénraktáron áthatolva a kazamatafedélzetbe hatolt és begyújtotta az ott lévő muníciót (kivetőtölteteket), majd a tűz a felvonóaknán lefelé a lőszerraktárak irányába terjedt tovább, de ide már nem hatolt be.
A von der Tann és a Moltke irányt és sebességet változtatva kikerült a csatahajók tüzéből, miközben a Seydlitz és a Derfflinger a tüzüket a brit csatacirkálókra koncentrálták. 17:25 és 17:30 között a Seydlitz és a Derfflinger legalább öt lövedéke csapódott be a Queen Mary-be hatalmas robbanást idézve elő. A Moltke parancsnoka, von Karpf sorhajókapitány az ellenfelük ekkori harcáról a következőket jegyezte fel: “Az ellenség sortüzei jól ültek és a közelben csapódtak be gyors egymásutánban követve egymást, a tűzfegyelmük kiváló!”
19:30-ig a brit csatacirkálókat üldöző Hochseeflotte nem találkozott össze a Grand Fleettel. Scheer már a visszafordulást fontolgatta még mielőtt a sötétség beálltával az ellenség rombolói torpedótámadásokat kísérelhetnének meg. Addig azonban még nem hozta meg a döntését, mikor az élen haladó csatahajói összetalálkoztak a Grand Fleettel. Ez a fejlemény lehetetlenné tette Scheer számára a visszavonulást, mivel ez a II. csatahajóraj (Schlachgeschwader II) régi csatahajóinakak feláldozását jelentette volna, míg ha azok visszavonulását a modern csatahajóinak és csatacirkálóinak fedezete mellett oldotta volna meg, akkor a legerősebb egységeit tette volna ki a kedvezőbb pozícióban lévő britek tüzének. Ehelyett Scheer a hajóinak egy 16 pontos (180 fokos) jobboldali fordulót rendelt el, ami által a pre-dreadnoughtok a német csatavonal viszonylag biztonságos oldalára kerültek.
A Moltke és a többi csatacirkáló – a Lützow-t leszámítva – követte a manővert, így a König csatahajó mögé soroltak be. Hipper csatacirkálói így egy lélegzetvételnyi szünethez jutottak és a Grand Fleet parancsnoka John Jellicoe tengernagy, mivel nem tudta a német flotta merre tart, annak feltételezett irányát keresztezni akarván keleti irányba fordult – valójában a németek ekkor nyugatnak tartottak. Scheer hamarosan egy újabb 16 pontos fordulót hajtott végre, mivel úgy vélte a brit formáció végén hajózó egységekkel fog így összetalálkozni, azonban a brit csatavonal közepe felé tartott. A német flotta ismét heves ellenséges tűzbe került és Scheer a Seydlitzet, a Derfflingert, a von der Tannt és a Moltkét küldte neki teljes gőzzel a brit flottának, hogy így bontsa meg a formációjukat és nyerjen időt a főerők visszavonulásához. 20:17-kor a német csatacirkálók 7000 m távolságra megközelítették a Colossus csatahajót, majd három perccel később visszavonultak egy rombolók által megkísérelt torpedótámadás fedezete mellett.

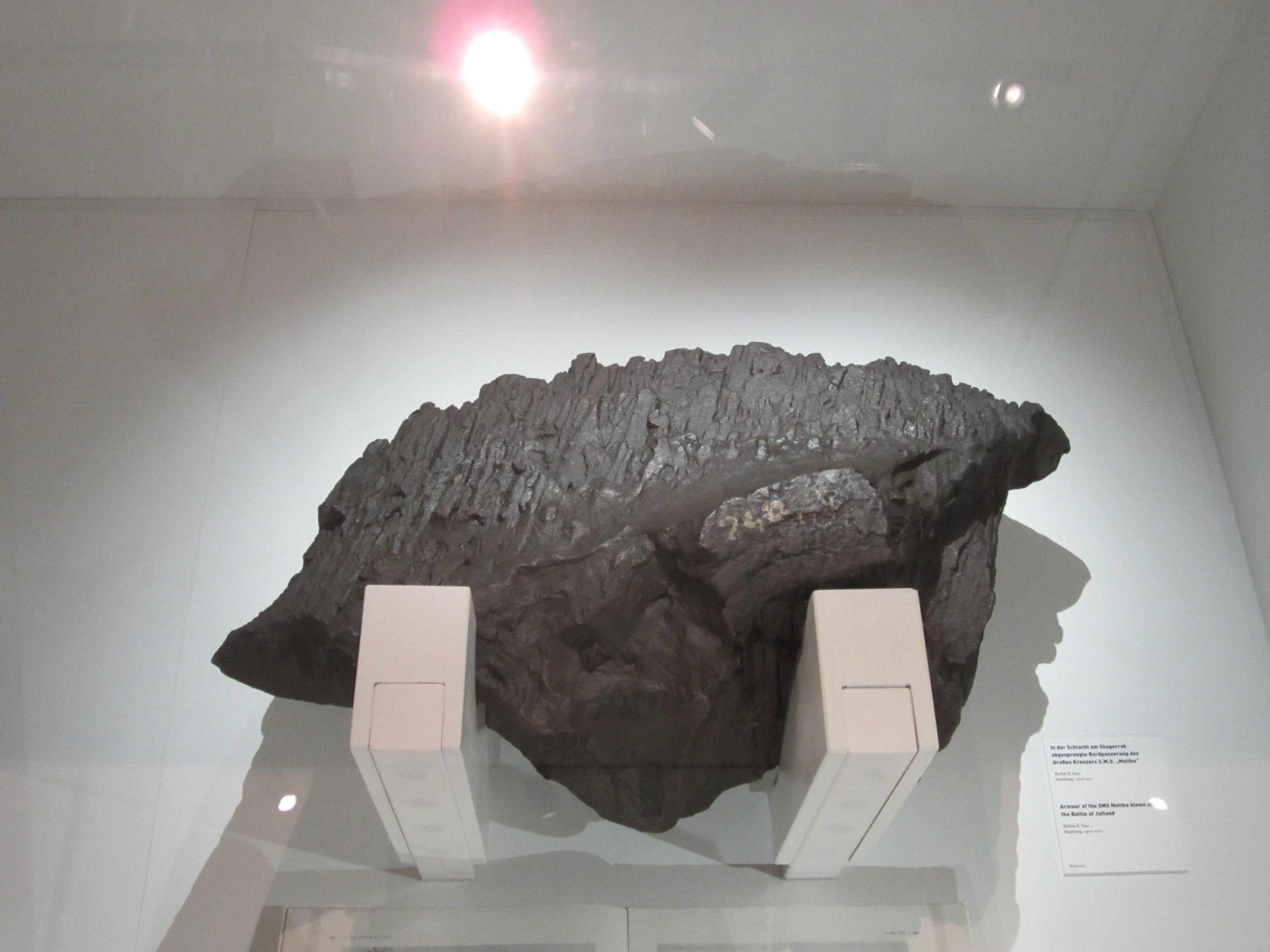
A skagerraki csata során a Moltke páncélzatáról levált egyik fémdarab

A sötétség beállta lehetővé tette a Seydlitz és a többi német csatacirkáló számára, hogy eltakarítsák a fő tüzérséget akadályozó roncsokat, kioltsák a keletkezett tüzeket és helyrehozzák a tűzvezetési és jelzőrendszereket valamint felkészítsék a fényszórókat az éjszakai harcra. Mire a német könnyűcirkálók röviddel 21:00 után ismét összetalálkoztak a britekkel, a Hochseeflotte már jól szervezett formációban haladt. Beatty a csatacirkálóival nyugatra, a harc irányába fordult. 21:09-kor megpillantotta a német csatacirkálókat és 7800méterre megközelítette őket, mielőtt 21:20-kor tüzet nyitott rájuk. A brit csatacirkálók támadása teljesen váratlanul érte Hippert, aki épp a Moltke fedélzetére szállt át a G 39 jelű rombolóról. A német hajók minden bevethető ágyúval viszonozták a tüzet és 21:32-kor a Lionon és a Princess Royalon is értek el találatokat. A német csatacirkálók manőverei az 1. csatahajórajt nyugati irányba való fordulásra kényszerítette, hogy elkerüljék az ütközést. A német II. csatahajóraj pre-dreadnoughtjai a csatacirkálók mögé kerültek és a britek nem tudták üldözőbe venni őket mikor azok délnek fordultak. Amint a brit csatacirkálók tüzet nyitottak a régi csatahajókra, a német hajók délnyugatnak fordultak, hogy teljes oldalazó tüzet lőhessenek rájuk.
22:15-kor Hippernek sikerült átjutnia a Moltkéra és a hajóinak utasítást adott, hogy álljanak ismét a Hochseeflotte élére. Az ehhez megadott 20 csomós sebességet csak a Moltke és a Seydlitz tudta tartani, a Derfflinger és a von der Tann csak 18 csomós sebességgel tudott haladni, ezért némileg lemaradtak. A Seydlitz és a Moltke a csatavonal eleje felé hajózva közel került a Stettinhez és az ütközés elkerüléséhez drasztikusan csökkenteniük kellett a sebességüket. Ez a Frauenlob, Stuttgart és München cirkálókat bal oldali kanyarodásra kényszerítette, aminek eredményeképpen észlelték a britek 2. könnyűcirkálórajának egységeit és 800 yard (730 m) távolságról tüzet nyitottak egymásra. Ludwig von Reuter ellentengernagy kísérletet tett az ellenséges cirkálók Seydlitz és Moltke irányába való csalogatására, de ekkor azok megszakították a támadást. Elszakadás közben a Southampton által kilőtt egyik torpedó eltalálta a Frauenlobot, mely a találat következtében felrobbant. A német formáció felbomlott és a kavarodásban a Seydlitz szem elől veszítette a Moltkét. A Seydlitz nem bírta tartani a Moltke 22 csomós sebességét és ezért önállóan igyekezett eljutni a Horns Revhez.
23:30-kor a magányosan haladó Moltke a britek 2. csatahajóraja hátulsó osztályának négy csatahajójával találkozott össze. A Moltke kapitánya, von Karpf kitérésre adott utasítást remélve azt, hogy a britek nem vették észre. A britek valójában észlelték a Moltkét, de úgy döntöttek nem nyitnak rá tüzet, nehogy felfedjék a pozíciójukat a német flotta előtt.

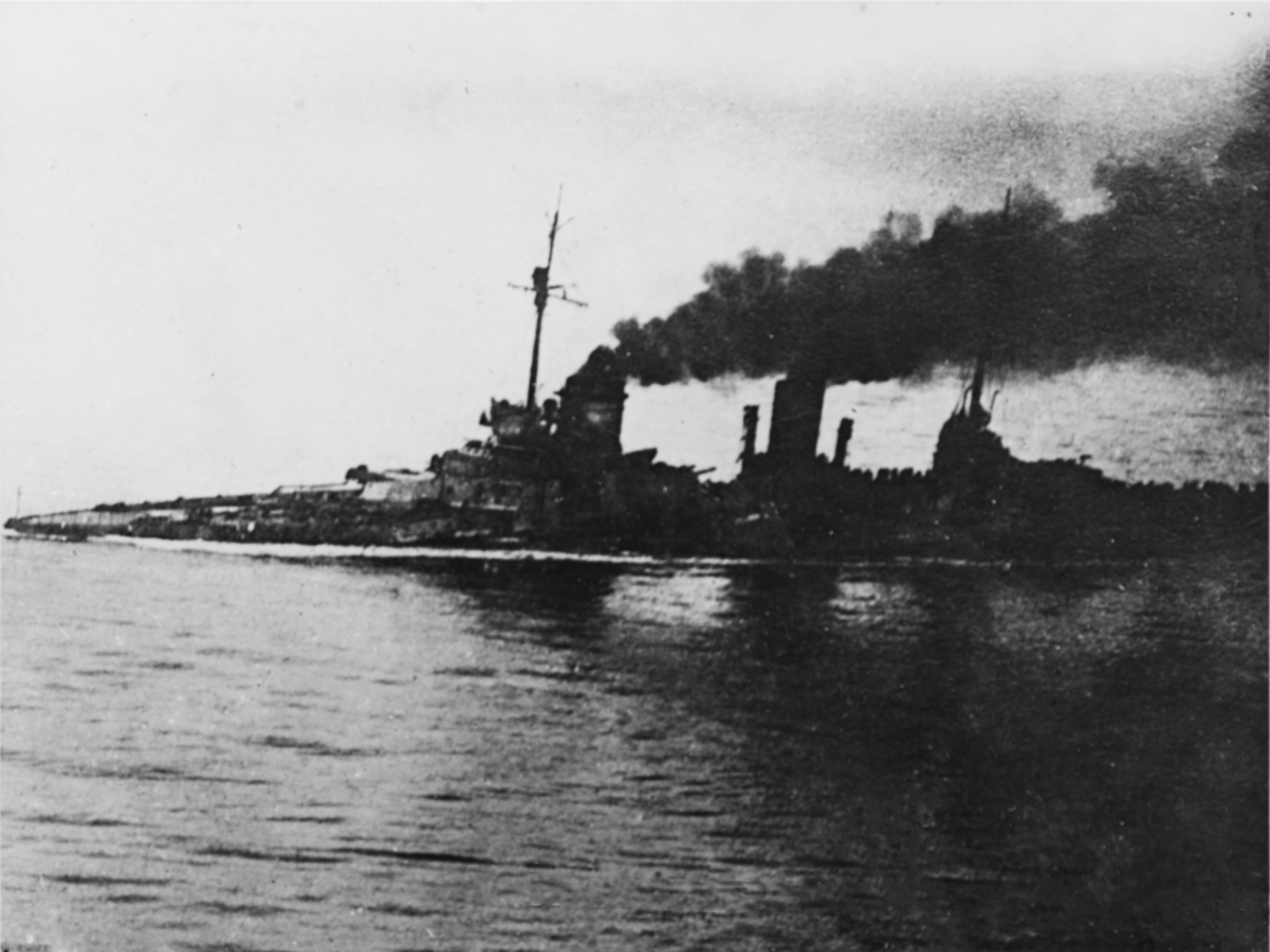
A súlyosan sérült Seydlitz haza felé tart a skagerraki csatából

03:55-kor, a csata végének közeledtével Hipper üzenetben értesítette Scheert a hajóit ért nagy károkról. Ekkorra már a Derfflinger és a von der Tann is csak két-két harcképes ágyúval rendelkezett, a Moltkéba 1000 t víz tört be és a Seydlitz súlyosan megsérült. Hipper jelentésében így írt az alakulata helyzetéről: “Az I. felderítőcsoport komoly összecsapásban nem képviselt már harci értéket, ezért a főparancsnok elrendelte visszatérését a kikötőbe, miközben a csatahajókkal a Horns Revnél várta a további fejleményeket.”
A csata során a Moltke 13 találatot ért el a Tigeren és 4 találatot szenvedett el, mindet 381 mm-es ágyúktól. Az egyik a jobb oldalán lévő 5-ös számú 15 cm-es löveget érte, harcképtelenné téve a csata hátralévő részére. A hajó legénységéből 16 fő esett el és 20 sebesült meg, többségük a 15 cm-es ágyút ért találatkor. A vízbetörések és az ezek ellensúlyozására végrehajtott elárasztások következtében 1000 t víz került a hajótestbe.

#### 1916. augusztus 19-ei előretörés
Az 1916. augusztus 18-19-én végrehajtott előretörés során az I. felderítőcsoportnak rajtaütést kellett volna végrehajtania a kelet-angliai Sunderland városán, hogy ezáltal csalogassák elő és semmisítsék meg Beatty csatacirkálóit. Mivel a csatacirkálók közül a von der Tann mellett még csak a Moltke volt bevethető állapotban, a Markgraf, a Großer Kurfürst és az újonnan szolgálatba állított Bayern csatahajókkal egészítették ki a csoportot. Scheer tengernagy a Hochseeflotte többi részével, köztük 15 csatahajóval lemaradva követte őket. A britek ismét tudomást szereztek a német tervekről és a teljes Grand Fleetet kiküldték ellenük. 14:35-kor Scheert értesítették a brit főerők közeledtéről és mivel nem akart szembeszállni a teljes brit flottával mindössze 11 héttel a skagerraki csata után, flottájával visszafordult a német kikötők felé.

#### Albion hadművelet
1917 szeptemberében von Karpf sorhajókapitányt Hans Gygas sorhajókapitány váltotta a hajó parancsnokságában. 1917 szeptember-októberében a Moltke részt vett az észt partoknál lévő Ösel, Dagö és Moon szigetek megszerzését célzó Albion hadműveletben, melynek során az Erhard Schmidt vezetése alatt álló nagy köteléknek volt a zászlóshajója. Október 12-én a Moltke a III. csatahajóraj egységeivel együtt (négy König-osztályú csatahajó és a Bayern) 05:45-kor tüzet nyitott az Ösel sziget északi részén lévő Tagga-öböltől keletre eső Ninnast-fokon (Ninase) elhelyezett 46-os számú orosz ütegállás négy 152 mm-es lövegére, hogy a szárazföldi erők 06:00-ra tervezett fő partraszállását fedezze. A hadművelet sikeres végrehajtását követően a Moltkét a II. felderítőcsoport (Aufklärungsgruppe II) támogatására irányították át vissza az Északi-tengerre, de a második helgolandi csatában nem vett részt tevékenyen.

#### Későbbi hadműveletek
1917 végén a Hochseeflotte támadásokat hajtott végre a Norvégia és Nagy-Britannia között haladó konvojok ellen. 1917 októberében és decemberében két konvojt állítottak meg és semmisítettek meg német rombolók és cirkálók. A Grand Fleet élére kinevezett David Beatty tengernagy ezért csatahajókat és csatacirkálókat rendelt a konvojok védelmére. Scheer kinevezése óta erre várt, mert így lehetősége adódott a brit flotta egy kisebb részére lecsapni és megsemmisíteni azt. 1918 április 23-án 05:00-kor flottájával útnak indult az egyik erős kísérettel ellátott konvoj elfogására. A rádióforgalmat a minimális szintre csökkentették, hogy a britek előtt rejtve maradjon a hadművelet.
05:10-kor a Moltke jobb oldali hajócsavarja levált a tengelyről és még mielőtt a turbinát leállíthatták volna az egyik fogaskerék tönkrement és acéldarabokat hajított az egyik kisegítő kondenzátorba. A kiömlő víz elöntötte a géptermet és ennek következtében a középső és jobboldali hajtóművek leálltak. A kazánokba sós víz került és így a hajó csak négy csomós sebességgel volt képes haladni. 08:45-kor a hajó kapitánya jelentette Scheernek, hogy a hajója irányíthatatlanná vált és vontatásra lenne szüksége. 09:38-kor a Straßburg könnyűcirkáló megpróbálta vontába venni, de nem járt sikerrel. 10:13-kor az Oldenburg csatahajót rendelték vissza a Moltke hazavontatására. 14:10-kor a konvojt még mindig nem fedezték fel, ezért Scheer a Hochseeflottéval visszafordult. 17:10-re a Moltke gépeit megjavították és a hajó képes volt 17 csomós sebességgel való haladásra. 19:37-kor a brit E42 jelű tengeralattjáró észlelte a német csatacirkálót és kilőtt rá egy torpedót. A találat következtében 1800 t víz tört be a hajótestbe, de még saját erejéből képes volt hazatérni. A javításokat Wilhelmshavenben végezték el 1918. április 30. és szeptember 9. között.
A javítások elvégzése után a Moltke szeptember 19. és október 3. között próbajáratokon vett részt a Balti-tengeren. November 1-től kezdődően Ludwig von Reuter altengernagy I. felderítőcsoportjának zászlóshajójaként szolgált, mivel az eddigi zászlóshajó, a Hindenburg szárazdokkba került javítások elvégzése miatt.

### Háború után

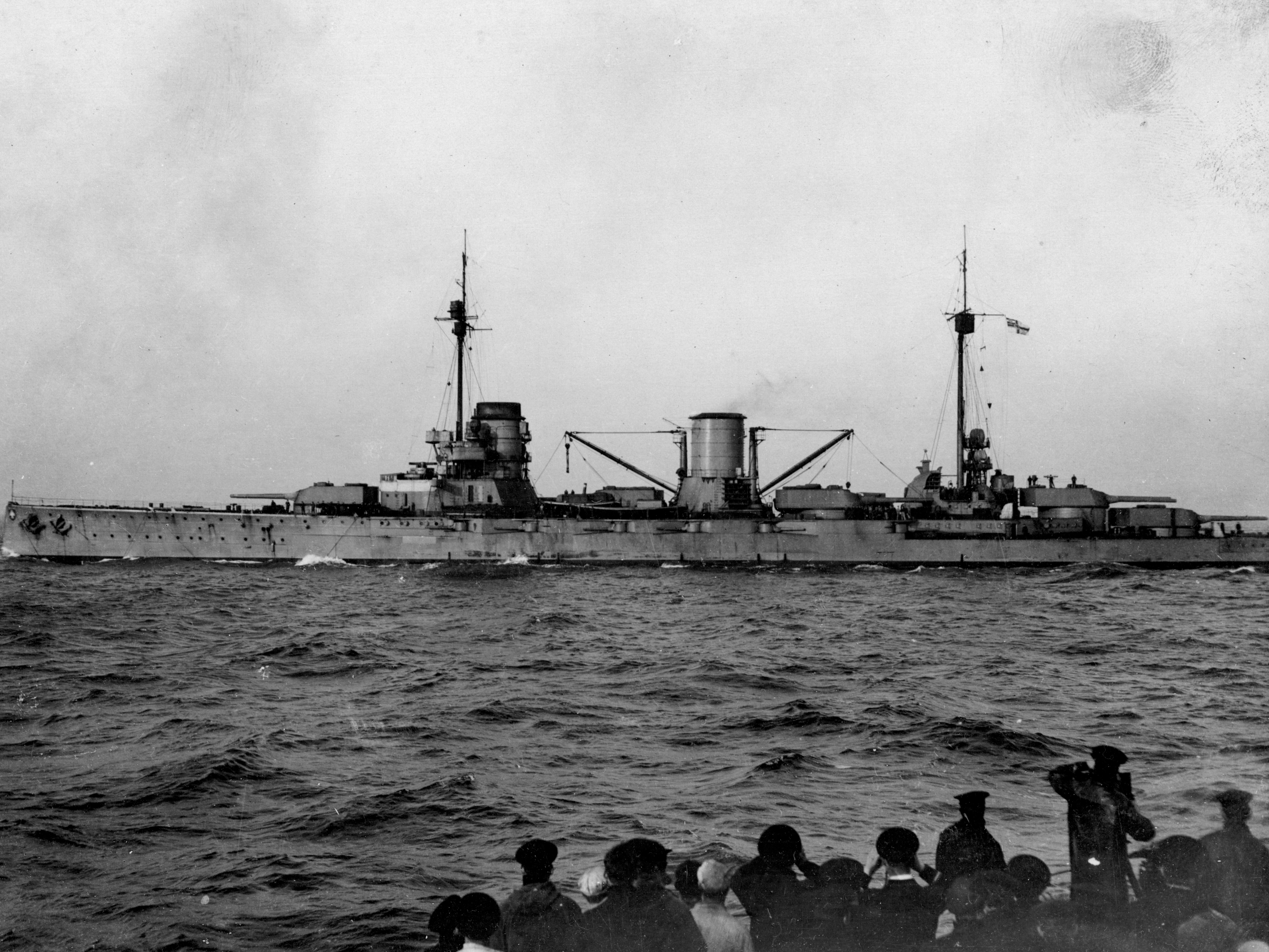
A Moltke útban Scapa Flow felé

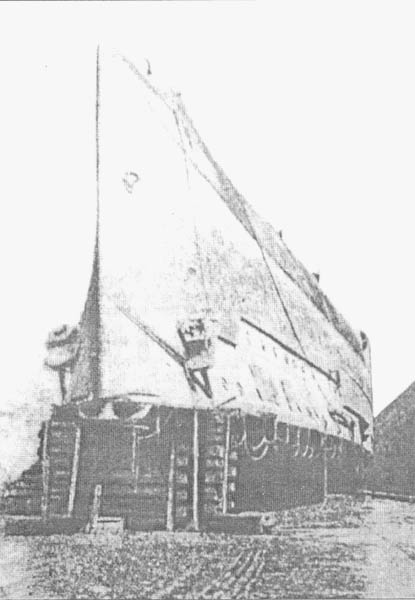
A kiemelt Moltke gerinccel felfelé a rosythi szárazdokkban

A Moltke részt vett volna az október 24-re tervezett hadműveletben, melynek során a Grand Fleettel kellett volna megütköznie a Hochseeflotténak. Scheer ekkor már mint főtengernagy (Großadmiral) a német vezetéssel azt tervezte, hogy a lehető legnagyobb veszteséget okozza a briteknek és így jobb tárgyalási pozíciót ér el Németország számára. Mikor a flotta Wilhelmshavenben készülődött a hadműveletre, a tengerészek tömegesen dezertáltak a hajókról. Amint a von der Tann és a Derfflinger áthaladt a Wilhelmshaven belső kikötőjéből kivezető zsilipeken, körülbelül 300 ember mászott le a hajók oldalán és tűnt el a parton.
1918. október 24-én kiadták a parancsot a Wilhelmshavenből való elindulásra. A háborútól megfáradt tengerészek közül sokan úgy érezték, hogy a hadművelet hátráltatná a folyamatban lévő béketárgyalásokat, ezért október 29-én számos csatahajó legénysége fellázadt. A III. csatahajóraj három hajója megtagadta az indulást és szabotázsakciókat hajtottak végre a Thüringen és a Helgoland fedélzetén. A nyugtalanság Scheert és Hippert végül a hadművelet lefújására kényszerítette. A wilhelmshaveni zendülés átterjedt Kielre is és az ottani események az 1918-19-es németországi forradalmakhoz vezettek.
A Moltke Wollante sorhajóhadnagy (Kapitänleutnant) irányításával 1918. november 21-én a fegyverszünet értelmében a Hochseeflotte nagy részével útnak indult a skót partoknál lévő Firth of Forth-hoz, ahonnan a britek hamarosan az általuk kijelölt internálási helyére, Scapa Flow-ba. 1919. június 21-én a flotta parancsnoka, Ludwig von Reuter ellentengernagy, hogy a hajói ne kerülhessenek a britek kezére, elrendelte a hajók elsüllyesztését. A Moltke 2 óra és 15 perc alatt süllyedt el. 1927-ben kiemelték és Rosythban bontották le 1929-ben.

## Parancsnokai
| 1911 szeptember – 1913 január   | Ernst Ritter von Mann Edler von Tiechler sorhajókapitány                      |
| 1913 január – 1916 január       | Magnus von Levetzow sorhajókapitány                                           |
| 1916 január – 1916 szeptember   | Johannes von Karpf sorhajókapitány                                            |
| 1916 szeptember – 1918 december | Hans Gygas sorhajókapitány                                                    |
| 1918 május – 1918 szeptember    | Hans Humann korvettkapitány és Schirmacher korvettkapitány (helyettesítőként) |
| 1918 december – 1919 június     | Wilhelm Crelinger sorhajóhadnagy                                              |

Képgaléria
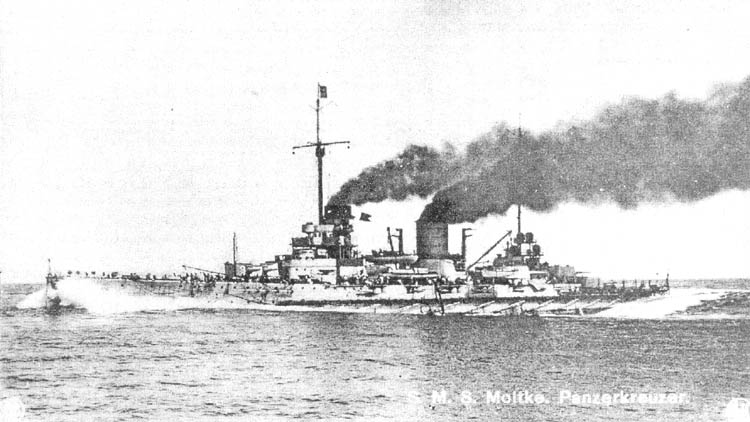
A Moltke nagy sebességgel haladva egy 1912-es fényképen
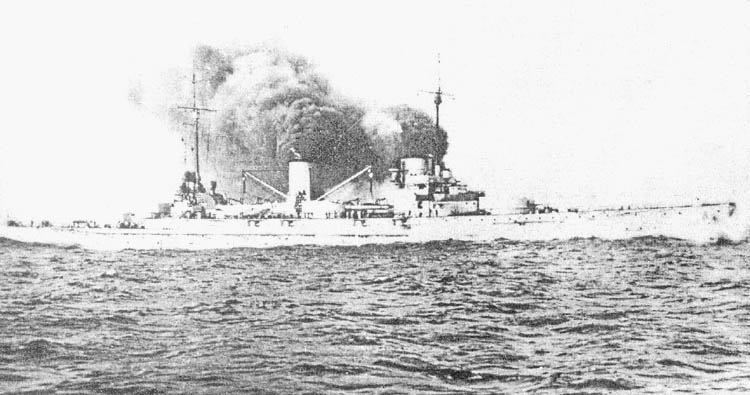
Szintén nagy sebességgel
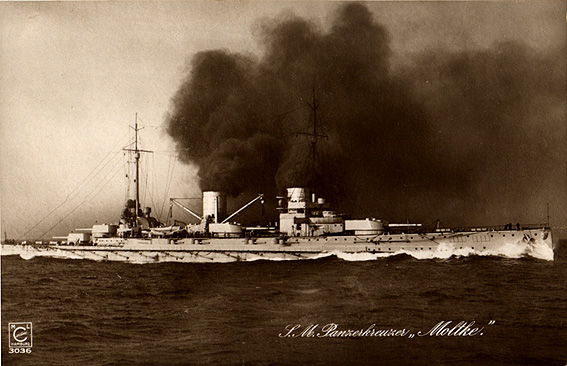
Háború előtti képeslapon
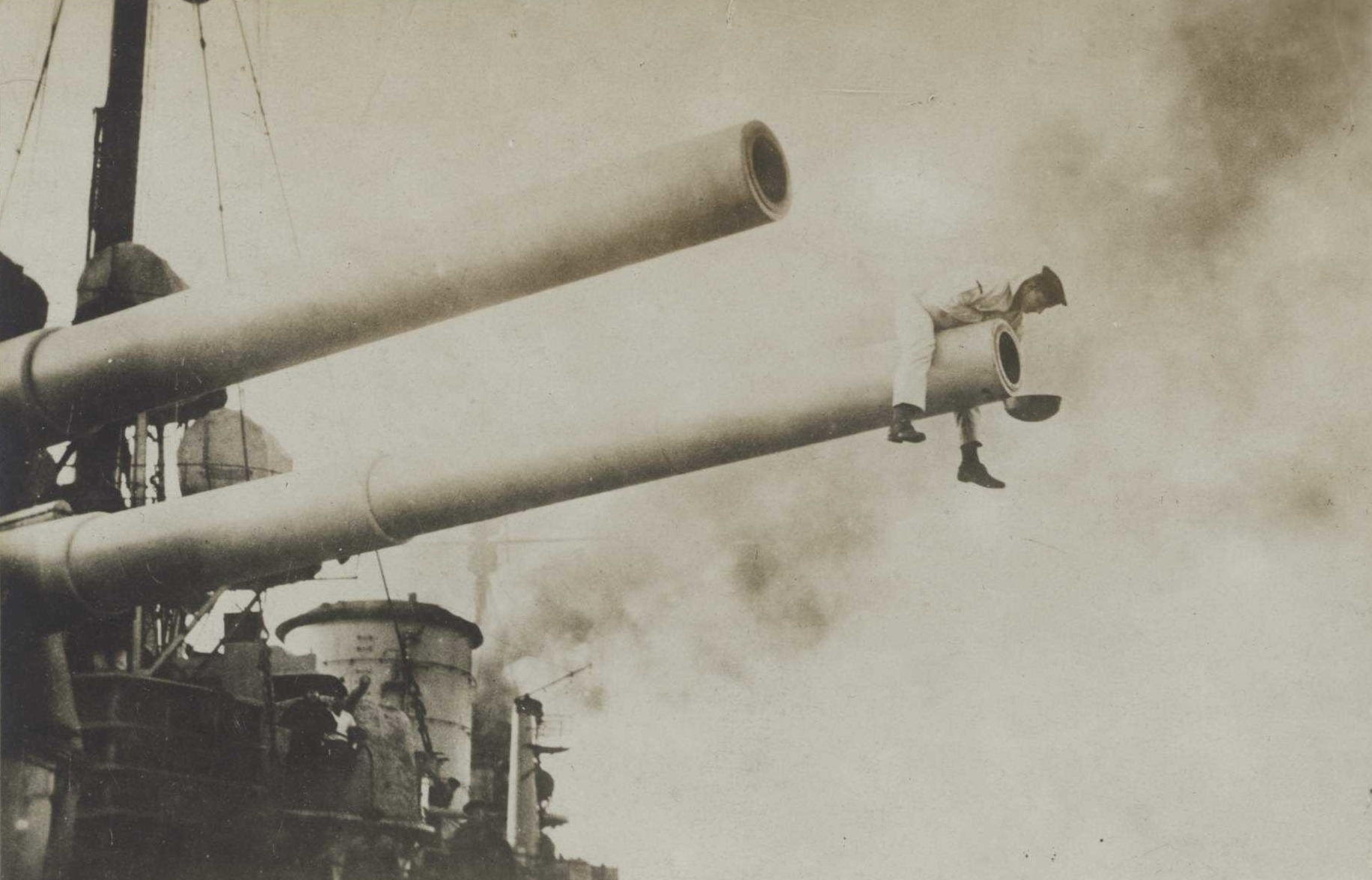
Nehézágyúi tisztítás közben
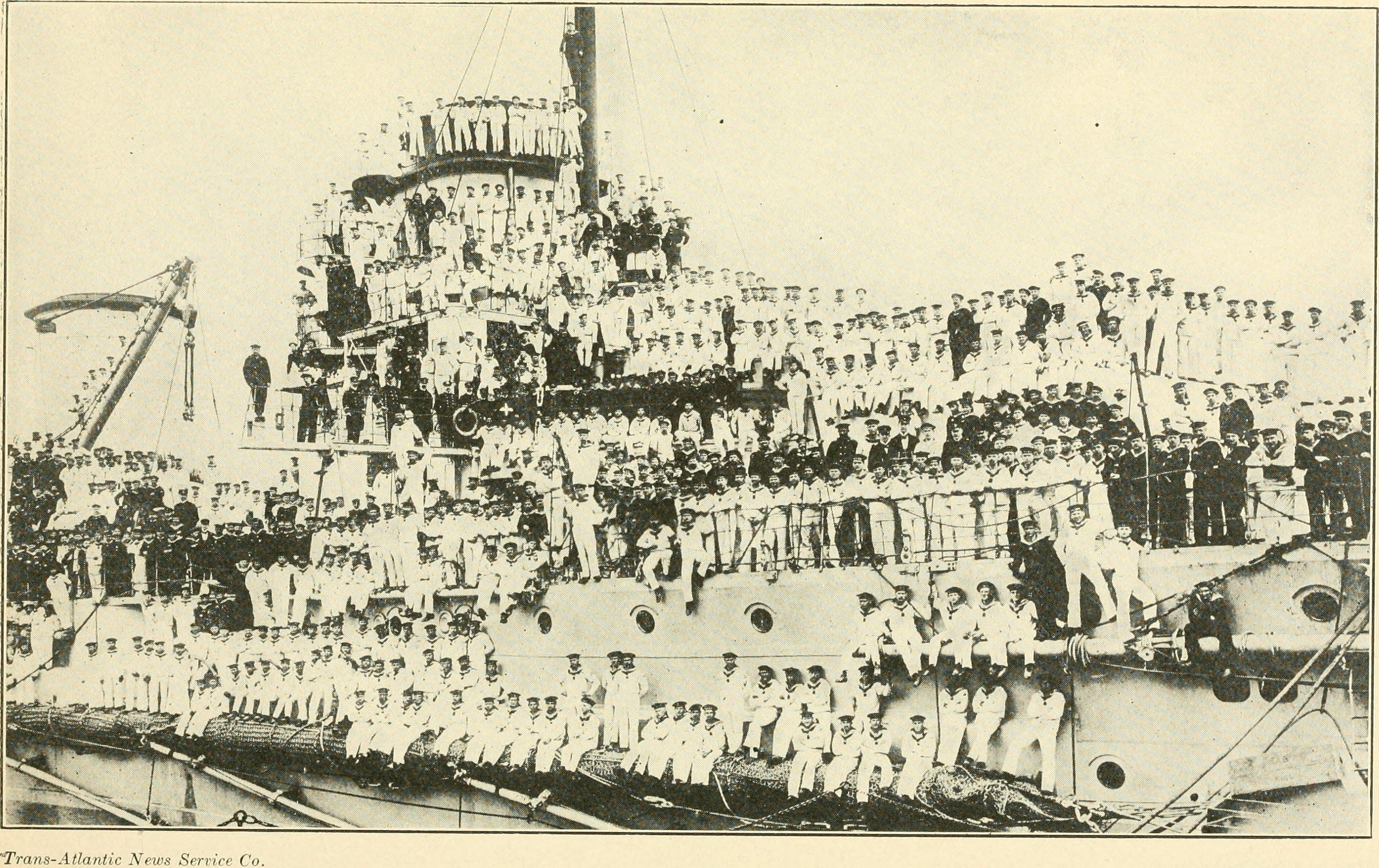
A csatacirkáló és legénysége

## Fordítás
- Ez a szócikk részben vagy egészben  a   SMS Moltke című angol Wikipédia-szócikk ezen változatának fordításán alapul.  Az eredeti cikk szerkesztőit annak laptörténete sorolja fel. Ez a jelzés csupán a megfogalmazás eredetét és a szerzői jogokat jelzi, nem szolgál a cikkben szereplő információk forrásmegjelöléseként.
- Ez a szócikk részben vagy egészben  a   SMS Moltke című német Wikipédia-szócikk ezen változatának fordításán alapul.  Az eredeti cikk szerkesztőit annak laptörténete sorolja fel. Ez a jelzés csupán a megfogalmazás eredetét és a szerzői jogokat jelzi, nem szolgál a cikkben szereplő információk forrásmegjelöléseként.

## Linkek
- S. M. S. Moltke (1910) a Deutsche-Schutzgebiete.de oldalon (német)
- Moltke a Battleships-cruiser.co.uk oldalon (angol)
- A Moltke kiemeléséről készült filmfelvétel (1927)